# Clotilde con traje gris
Clotilde con traje gris es un cuadro del pintor español Joaquín Sorolla terminado en 1900. Está realizado en óleo sobre lienzo, y tiene un tamaño de 178,5 x 93 cm. Se encuentra en el Museo Sorolla en Madrid. 
El cuadro es un retrato de Clotilde, vestida con traje gris y cinturón blanco.